# Иануарий Карфагенский
Ианнуарий — мученик Карфагенский. День памяти в Католической церкви  — 15 июля.
Святой Ианнуарий пострадал вместе со священномучеником Катулином (лат. -Catulinus), или Картолином (Cartholinus), диаконом, а также со свв. Флорентием, Иулией и Иустой. 
Их мощи были упокоены в Карфагенском соборе. 
Бл. Августин посвятил им "Слово".